# Вочепшийское сельское поселение
Вочепшийское сельское поселение — муниципальное образование в составе Теучежского муниципального района Республики Адыгея России.
Административный центр — аул Вочепший.

## Население
| 2002  | 2010  | 2011  | 2012  | 2013  | 2014  | 2015  |
| ----- | ----- | ----- | ----- | ----- | ----- | ----- |
| 1505  | ↗1564 | →1564 | ↘1559 | ↘1532 | ↗1557 | ↘1553 |
| 2016  | 2017  | 2018  | 2019  | 2020  | 2021  | 2023  |
| ↘1531 | ↗1545 | ↘1516 | ↘1495 | ↘1469 | ↘1456 | ↘1430 |
| 2024  |       |       |       |       |       |       |
| ↘1425 |       |       |       |       |       |       |

## Состав сельского поселения
| № | Населённый пункт | Тип населённого пункта      | Население |
| - | ---------------- | --------------------------- | --------- |
| 1 | Вочепший         | аул, административный центр | ↘1282     |
| 2 | Нововочепший     | хутор                       | →143      |

## Национальный состав
По переписи населения 2010 года из 1 594 проживающих в сельском поселении, 1 547 человек указали свою национальность:
| Национальность | %       | Численность |
| -------------- | ------- | ----------- |
| Адыгейцы       | 92,82 % | 1 436       |
| Русские        | 5,17 %  | 80          |
| Лезгины        | 0,71 %  | 11          |
| Украинцы       | 0,58 %  | 9           |

По данным переписи населения 2021 года из 1456 проживающих в сельском поселении, 1414 человека указали свою национальность
:
| Народ           | Численность, чел. | Доля от населения, % |
| --------------- | ----------------- | -------------------- |
| Адыги (Черкесы) | 1 307             | 92,43 %              |
| Русские         | 68                | 4,81 %               |